# نعمات أحمد فؤاد
نعمات أحمد فؤاد ( ولدت في عام 1924، وتوفيت في 1 أكتوبر 2016) ، كاتبة مصرية ، كانت أول فتاة تحصل على المركز الأول على القطر المصري في امتحانات التوجيهية أو ما يُعرف بالثانوية العامة في الوقت الحالي. وشغلت منصب مديرة للآداب والفنون ومديرة عامة للمجلس الأعلى للثقافة، ودرّست في جامعة الأزهر، وجامعة طرابلس بليبيا، وجامعة حلوان.
اقترن اسم نعمات أحمد فؤاد بقضايا أثارت خلالها العديد من المعارك دفاعًا عن مصر وحضارتها وشعبها، من أهمها قضية هضبة الأهرام وقضية دفن النفايات الذرية وقضية الدفاع عن قبة الحسين وقضية الدفاع عن الآثار الإسلامية وقضية أبو الهول وقضية الآثار المصرية التي استولت عليها إسرائيل أثناء احتلالها سيناء.
في 1962، حصل كتابها إلى ابنتي على جائزة أفضل كتاب في العام عن قضية الأمومة من منظمة اليونسكو.

## ولادتها و نشأتها
ولدت عام 1924 بمغاغة بمحافظة المنيا، وحفظت القرآن الكريم في طفولتها ثم انتقلت من مغاغة إلى حلوان في القاهرة لتلتحق بالمدرسة الثانوية الداخلية للبنات في حلوان.

## تعليمها
حصلت على ليسانس الآداب جامعة القاهرة عام 1948، ثم الماجستير عام 1952، ثم الدكتوراه عام 1959 برسالة كان عنوانها نهر النيل في الأدب المصري.